# Meistertum Livland
Das Meistertum Livland (auch: Brüder der Ritterschaft Christi von Livland, lateinisch Fratres miliciae Christi de Livonia) war ab 1237, nach der Eingliederung des Schwertbrüderordens auf Anordnung der Kurie als Livländischer Orden, ein Teil des Deutschen Ordens und des Deutschordensstaats und zugleich Mitglied der Livländischen Konföderation.
Bis 1207 unterwarfen die Schwertbrüder die Liven und tauften sie. Als Lohn für die Eroberung Livlands forderte und erhielt der Orden 1207 ein Drittel Livlands, wodurch der erste Ordensstaat des Hochmittelalters entstand.
Die Kommenden des Deutschen Ordens, welche die Konvente der Ordensritter und Ordenspriester darstellten, waren in größeren Verbänden zusammengeschlossen. Diese Verbände wurden Balleien genannt und sind mit den Ordensprovinzen anderer Orden vergleichbar. An ihrer Spitze stand ein Landkomtur, der mit einem Provinzial in anderen Orden zu vergleichen ist. In Livland unterstanden die Kommenden unmittelbar dem Landmeister in Livland, der sich gegenüber dem Hochmeister eine weitgehende Unabhängigkeit bewahren konnte. So war er nicht nur unmittelbarer Oberer der Ordensritter und Ordenspriester, sondern auch Landesherr über Livland. Sitz der Landmeister war die Burg Wenden.
Da es keine Eintritte innerhalb des Landmeistertums gab, waren die Ritter und Priester des Meistertums Livland stets aus den deutschen Balleien, und zwar zumeist aus Westfalen und Niedersachsen. Diese regionale Exklusivität hatte Rivalitäten mit dem Ordenszweig in Preußen zur Folge und trug nicht unwesentlich zur katastrophalen Niederlage bei Tannenberg im Jahre 1410 bei.
Der letzte Landmeister Gotthard Kettler trat 1561 zum Luthertum über und säkularisierte das Ordensland. Am 28. November 1561 wurde er vom König von Polen, dem er den Lehnseid geleistet hatte, mit dem Herzogtum Kurland und Semgallen belehnt.

## Kommenden
- Komturei Reval
- Komturei Jerwen
- Komturei Pernau
- Komturei Fellin
- Komturei Talkhof
- Komturei Marienburg
- Landmarschall Segewold
- Ordensmeister (Komturei) Dünamünde
- Komturei Ascheraden
- Komturei Dünaburg
- Komturei Bauske
- Komturei Mitau
- Komturei Doblen
- Komturei Goldingen
- Komturei Windau

Dem Meistertum Livland unterstand auch der Hof des Deutschen Ordens in Lübeck.